# Европско првенство у рагбију 15 Трофеј 2023/24.
Европско првенство у рагбију 15 Трофеј 2023/24. (службени назив: 2023–24 Rugby Europe Trophy) било је 6. издање овог такмичења.
Рагбисти Швајцарске су освојили прво место.

## Резултати
- Шведска - Чешка 48-37
- Чешка - Хрватска 48-22
- Украјина - Литванија 14-32
- Швајцарска - Шведска 23-12
- Литванија - Швајцарска 17-31
- Украјина - Хрватска 5-41

- Хрватска - Шведска 20-22
- Чешка - Литванија 34-24
- Чешка - Швајцарска 25-41
- Хрватска - Литванија 37-22
- Украјина - Чешка 18-48
- Литванија - Шведска 8-27
- Швајцарска - Хрватска 35-10
- Шведска - Украјина 36-24
- Швајцарска - Украјина 68-0

## Табела
|   | Селекција       | ИГ | Д | Н | И | ПД  | ПП  | ПР   | ББ | Б  |  |
| - | --------------- | -- | - | - | - | --- | --- | ---- | -- | -- |  |
| 1 | Швајцарска      | 5  | 5 | 0 | 0 | 198 | 64  | +134 | 2  | 22 |  |
| 2 | Шведска         | 5  | 4 | 0 | 1 | 145 | 112 | +33  | 2  | 18 |  |
| 3 | Чешка Република | 5  | 3 | 0 | 2 | 192 | 153 | +39  | 2  | 14 |  |
| 4 | Хрватска        | 5  | 2 | 0 | 3 | 130 | 132 | -2   | 3  | 11 |  |
| 5 | Литванија       | 5  | 1 | 0 | 4 | 103 | 143 | -40  | 0  | 4  |  |
| 6 | Украјина        | 5  | 0 | 0 | 5 | 61  | 225 | -164 | 0  | 0  |  |

| Победник Европског првенства у рагбију петнаест Трофеј 2023-2024. |
| ----------------------------------------------------------------- |
| Рагби 15 репрезентација Швајцарске 2. евро титула                 |